# Informacja naukowa
Informacja naukowa – termin odnoszący się do:
- nauki obejmującej teorię i metodologię działalności informacyjnej, czyli gromadzenie, przetwarzanie oraz udostępnianie danych, wiadomości, informacji z różnych dziedzin wiedzy; od 2010 oficjalnie przyjętą nazwą tej nauki jest informatologia, a nauka o informacji naukowej jest traktowana jako jej część skupiona na problematyce działalności informacyjnej w nauce, dotyczącej wyników badań naukowych i służącej prowadzeniu badań naukowych;
- działań praktycznych związanych z usługami informacyjnymi w nauce;
- komunikatów opracowanych metodami naukowymi, utrwalonych na odpowiednim nośniku informacji, przekazywanych użytkownikom. W tym znaczeniu i.n. może być precyzowana w zależności od swego przedmiotu (np. informacja firmowa, patentowa, normalizacyjna, techniczna, ekonomiczna itd.); od zakresu objętego jej zbiorem (np. informacja branżowa, dziedzinowa, problemowa itp.); od rodzaju (np. informacja ekspresowa, analityczna, analityczno-syntetyczna, selektywna, syntetyczna, pełna, kompleksowa, dokumentacyjna, faktograficzna itd.); od formy (np. informacja audialna, graficzna, liczbowa, pisemna, wizualna itp.); od sposobu realizacji (np. informacja retrospektywna, bieżąca, jednorazowa); od stosunku do źródła (np. informacja pierwotna, pochodna itd.) i od roli w systemie. Jest informacją o osiągnięciach nauki, przeznaczoną dla pracowników nauki, opracowaną metodą naukową[2].

Przedmiotem informacji naukowej są obiekty, procesy, zdarzenia i zjawiska informacyjne w społeczeństwie, w świecie człowieka, widziane w perspektywie pośredniczenia pomiędzy utrwalonymi zasobami informacji a ludźmi, którzy jej potrzebują.
W Polsce planowa działalność informacyjna zaczęła się od powołania 1950 Głównego Instytutu Dokumentacji Naukowo-Technicznej, przekształconego kolejno w: Centralny Instytut Dokumentacji Naukowo-Technicznej i Ekonomicznej (1952), Centralny Instytut Informacji Naukowo-Technicznej i Ekonomicznej (1960) oraz Instytut Informacji Naukowej, Technicznej i Ekonomicznej (1971), podporządkowany Centrum Informacji Naukowej, Technicznej i Ekonomicznej (CINTE), które funkcjonowało jako urząd centralny odpowiadający za programowanie, planowanie i koordynowanie przedsięwzięć mających na celu rozwój ogólnokrajowego systemu informacji, szkolenie pracowników informacji, opracowywanie projektów aktów normatywnych dotyczących organizacji i metodyki działalności informacyjnej oraz współpracę międzynarodową w zakresie informacji naukowej. Po likwidacji CINTE w 1990 nadzór nad Instytutem objął minister-kierownik Centralnego Urzędu Planowania, a od 1997 – minister gospodarki. Instytut zakończył działalność w 2002, a zespół jego pracowników w postaci Zakładu Technik Informacyjnych został włączony do Instytutu Mechanizacji Budownictwa i Górnictwa Skałkowego. W miejsce CINTE w 1991 powołany został Ośrodek Przetwarzania Informacji (OPI) umieszczony w strukturze Komitetu Badań Naukowych, a po włączeniu w 2005 KBN do ministerstwa nauki OPI otrzymał status państwowego instytutu badawczego i jest podporządkowany Ministerstwu Nauki i Szkolnictwa Wyższego. Praktyczną działalność informacyjną prowadzą też ośrodki informacji (dokumentacji), biblioteki i archiwa, które miały być podstawowymi ogniwami krajowego Systemu Informacji Naukowej, Technicznej i Organizacyjnej. Szkoleniem kadr informacji naukowej zajmują się szkoły policealne oraz szkoły wyższe (kierunek bibliotekoznawstwa i informacji naukowej i inne związane z dyscypliną bibliologia i informatologia). Polska bierze udział w pracach wielu międzynarodowych instytucji i systemów informacyjnych (m.in. FID, IFLA, MCNTI, Infoterm, WHO, FAO) oraz uczestniczy w Generalnym Programie Informacyjnym UNESCO.